# La Fenaiola
La Fenaiola és una muntanya de 1.033 metres que es troba al municipi de Vidrà, a la comarca d'Osona.